# ISO 3166-2:TT

Regionen, Boroughs und Städte in Trinidad und Tobago

Die Liste der ISO-3166-2-Codes für  Trinidad und Tobago enthält die Codes für die neun Regionen, drei Boroughs, zwei Städte und einen Ward.

Die Codes bestehen aus zwei Teilen, die durch einen Bindestrich voneinander getrennt sind. Der erste Teil gibt den Landescode gemäß ISO 3166-1 (für  Trinidad und Tobago TT), der zweite den Code für die Regionen, Boroughs, Städte und den Ward wieder.
Die aktuellen Codes stehen auf der Seite der ISO unter #iso:code:3166:TT zur Verfügung.

| Region, Borough oder Stadt | Code   |
| -------------------------- | ------ |
| Arima                      | TT-ARI |
| Chaguanas                  | TT-CHA |
| Couva-Tabaquite-Talparo    | TT-CTT |
| Diego Martin               | TT-DMN |
| Mayaro-Rio Claro           | TT-MRC |
| Penal-Debe                 | TT-PED |
| Point Fortin               | TT-PTF |
| Port of Spain              | TT-POS |
| Princes Town               | TT-PRT |
| San Fernando               | TT-SFO |
| Sangre Grande              | TT-SGE |
| San Juan-Laventille        | TT-SJL |
| Siparia                    | TT-SIP |
| Tobago                     | TT-TOB |
| Tunapuna-Piarco            | TT-TUP |